# Royals (single)
Royals is de debuutsingle van de Nieuw-Zeelandse singer-songwriter Lorde uit 2013. Het nummer is in een half uur geschreven door Lorde zelf in samenwerking met haar producer Joel Little. Het nummer werd als muziekdownload en op cd-single uitgebracht op 2 augustus 2013 als onderdeel van de ep The love club. Het nummer is ook terug te vinden op haar debuutalbum Pure heroine, die op 27 september 2013 verscheen. De single bereikte in verschillende landen de eerste plaats van de hitparade.
In 2014 won het de Grammy Award voor Song of the Year voor Lorde en mede-componist Joel Little.

## Hitnoteringen
| Hitlijst               | Datum van binnenkomst | Hoogste positie | Aantal weken | Laatste notering |
| ---------------------- | --------------------- | --------------- | ------------ | ---------------- |
| Single Top 100         | 29-06-2013            | 4               | 51           | 02-08-2014       |
| Nederlandse Top 40     | 27-08-2013            | 4               | 33           | 08-03-2014       |
| Vlaamse Ultratop 50    | 19-10-2013            | 1               | 22           | 22-03-2014       |
| Vlaamse Radio 2 Top 30 | 02-11-2013            | 1               | 18           | 01-03-2014       |
| Waalse Ultratop 50     | 19-10-2013            | 1               | 26           | 26-04-2014       |
| Deense Top 40          | 13-09-2013            | 3               | 24           | 28-02-2014       |
| Duitse Top 100         | 19-10-2013            | 8               | 33           | ?                |
| Finse Top 20           | 16-11-2013            | 8               | 11           | ?                |
| Franse Top 200         | 21-09-2013            | 4               | 52           | 04-10-2014       |
| Nieuw-Zeelandse Top 40 | 18-03-2013            | 1               | 51           | 03-03-2014       |
| Noorse Top 20          | 19-10-2013            | 3               | 23           | ?                |
| Oostenrijkse Top 75    | 11-10-2013            | 2               | 26           | 25-04-2014       |
| Spaanse Top 50         | 20-10-2013            | 9               | 22           | 16-03-2014       |
| UK Singles Chart       | 02-11-2013            | 1               | 34           | 26-04-2014       |
| Billboard Hot 100      | 20-07-2013            | 1               | 44           | ?                |
| Zweedse Top 60         | 11-10-2013            | 4               | 30           | 02-05-2014       |
| Zwitserse Top 75       | 22-09-2013            | 3               | 31           | 20-04-2014       |

### Nederlandse Top 40
| Hitnotering: 27-07-2013 t/m 08-03-2014 | Hitnotering: 27-07-2013 t/m 08-03-2014 | Hitnotering: 27-07-2013 t/m 08-03-2014 | Hitnotering: 27-07-2013 t/m 08-03-2014 | Hitnotering: 27-07-2013 t/m 08-03-2014 | Hitnotering: 27-07-2013 t/m 08-03-2014 | Hitnotering: 27-07-2013 t/m 08-03-2014 | Hitnotering: 27-07-2013 t/m 08-03-2014 | Hitnotering: 27-07-2013 t/m 08-03-2014 | Hitnotering: 27-07-2013 t/m 08-03-2014 | Hitnotering: 27-07-2013 t/m 08-03-2014 | Hitnotering: 27-07-2013 t/m 08-03-2014 | Hitnotering: 27-07-2013 t/m 08-03-2014 | Hitnotering: 27-07-2013 t/m 08-03-2014 | Hitnotering: 27-07-2013 t/m 08-03-2014 | Hitnotering: 27-07-2013 t/m 08-03-2014 | Hitnotering: 27-07-2013 t/m 08-03-2014 | Hitnotering: 27-07-2013 t/m 08-03-2014 |
| Week:                                  | 1                                      | 2                                      | 3                                      | 4                                      | 5                                      | 6                                      | 7                                      | 8                                      | 9                                      | 10                                     | 11                                     | 12                                     | 13                                     | 14                                     | 15                                     | 16                                     | 17                                     |
| -------------------------------------- | -------------------------------------- | -------------------------------------- | -------------------------------------- | -------------------------------------- | -------------------------------------- | -------------------------------------- | -------------------------------------- | -------------------------------------- | -------------------------------------- | -------------------------------------- | -------------------------------------- | -------------------------------------- | -------------------------------------- | -------------------------------------- | -------------------------------------- | -------------------------------------- | -------------------------------------- |
| Positie:                               | 34                                     | 32                                     | 37                                     | 35                                     | 35                                     | 25                                     | 21                                     | 13                                     | 13                                     | 11                                     | 12                                     | 12                                     | 10                                     | 8                                      | 7                                      | 5                                      | 5                                      |
| Week:                                  | 18                                     | 19                                     | 20                                     | 21                                     | 22                                     | 23                                     | 24                                     | 25                                     | 26                                     | 27                                     | 28                                     | 29                                     | 30                                     | 31                                     | 32                                     | 33                                     |                                        |
| Positie:                               | 5                                      | 7                                      | 4                                      | 6                                      | 10                                     | 10                                     | 12                                     | 14                                     | 17                                     | 23                                     | 23                                     | 23                                     | 24                                     | 27                                     | 34                                     | 40                                     | uit                                    |

### Single Top 100
| Hitnotering: 29-06-2013 t/m 10-05-2014 Hitnotering: 31-05-2014 t/m 07-06-2014 Hitnotering: 19-07-2014 t/m 02-08-2014 | Hitnotering: 29-06-2013 t/m 10-05-2014 Hitnotering: 31-05-2014 t/m 07-06-2014 Hitnotering: 19-07-2014 t/m 02-08-2014 | Hitnotering: 29-06-2013 t/m 10-05-2014 Hitnotering: 31-05-2014 t/m 07-06-2014 Hitnotering: 19-07-2014 t/m 02-08-2014 | Hitnotering: 29-06-2013 t/m 10-05-2014 Hitnotering: 31-05-2014 t/m 07-06-2014 Hitnotering: 19-07-2014 t/m 02-08-2014 | Hitnotering: 29-06-2013 t/m 10-05-2014 Hitnotering: 31-05-2014 t/m 07-06-2014 Hitnotering: 19-07-2014 t/m 02-08-2014 | Hitnotering: 29-06-2013 t/m 10-05-2014 Hitnotering: 31-05-2014 t/m 07-06-2014 Hitnotering: 19-07-2014 t/m 02-08-2014 | Hitnotering: 29-06-2013 t/m 10-05-2014 Hitnotering: 31-05-2014 t/m 07-06-2014 Hitnotering: 19-07-2014 t/m 02-08-2014 | Hitnotering: 29-06-2013 t/m 10-05-2014 Hitnotering: 31-05-2014 t/m 07-06-2014 Hitnotering: 19-07-2014 t/m 02-08-2014 | Hitnotering: 29-06-2013 t/m 10-05-2014 Hitnotering: 31-05-2014 t/m 07-06-2014 Hitnotering: 19-07-2014 t/m 02-08-2014 | Hitnotering: 29-06-2013 t/m 10-05-2014 Hitnotering: 31-05-2014 t/m 07-06-2014 Hitnotering: 19-07-2014 t/m 02-08-2014 | Hitnotering: 29-06-2013 t/m 10-05-2014 Hitnotering: 31-05-2014 t/m 07-06-2014 Hitnotering: 19-07-2014 t/m 02-08-2014 | Hitnotering: 29-06-2013 t/m 10-05-2014 Hitnotering: 31-05-2014 t/m 07-06-2014 Hitnotering: 19-07-2014 t/m 02-08-2014 | Hitnotering: 29-06-2013 t/m 10-05-2014 Hitnotering: 31-05-2014 t/m 07-06-2014 Hitnotering: 19-07-2014 t/m 02-08-2014 | Hitnotering: 29-06-2013 t/m 10-05-2014 Hitnotering: 31-05-2014 t/m 07-06-2014 Hitnotering: 19-07-2014 t/m 02-08-2014 | Hitnotering: 29-06-2013 t/m 10-05-2014 Hitnotering: 31-05-2014 t/m 07-06-2014 Hitnotering: 19-07-2014 t/m 02-08-2014 | Hitnotering: 29-06-2013 t/m 10-05-2014 Hitnotering: 31-05-2014 t/m 07-06-2014 Hitnotering: 19-07-2014 t/m 02-08-2014 | Hitnotering: 29-06-2013 t/m 10-05-2014 Hitnotering: 31-05-2014 t/m 07-06-2014 Hitnotering: 19-07-2014 t/m 02-08-2014 | Hitnotering: 29-06-2013 t/m 10-05-2014 Hitnotering: 31-05-2014 t/m 07-06-2014 Hitnotering: 19-07-2014 t/m 02-08-2014 | Hitnotering: 29-06-2013 t/m 10-05-2014 Hitnotering: 31-05-2014 t/m 07-06-2014 Hitnotering: 19-07-2014 t/m 02-08-2014 | Hitnotering: 29-06-2013 t/m 10-05-2014 Hitnotering: 31-05-2014 t/m 07-06-2014 Hitnotering: 19-07-2014 t/m 02-08-2014 | Hitnotering: 29-06-2013 t/m 10-05-2014 Hitnotering: 31-05-2014 t/m 07-06-2014 Hitnotering: 19-07-2014 t/m 02-08-2014 |
| Week: | 1 | 2 | 3 | 4 | 5 | 6 | 7 | 8 | 9 | 10 | 11 | 12 | 13 | 14 | 15 | 16 | 17 | 18 | 19 | 20 |
| --- | --- | --- | --- | --- | --- | --- | --- | --- | --- | --- | --- | --- | --- | --- | --- | --- | --- | --- | --- | --- |
| Positie: | 91 | 60 | 66 | 62 | 60 | 60 | 51 | 42 | 37 | 27 | 21 | 14 | 19 | 14 | 19 | 11 | 8 | 8 | 4 | 5 |
| Week: | 21 | 22 | 23 | 24 | 25 | 26 | 27 | 28 | 29 | 30 | 31 | 32 | 33 | 34 | 35 | 36 | 37 | 38 | 39 | 40 |
| Positie: | 5 | 9 | 5 | 5 | 14 | 16 | 19 | 15 | 18 | 24 | 24 | 24 | 21 | 40 | 37 | 44 | 37 | 40 | 45 | 48 |
| Week: | 41 | 42 | 43 | 44 | 45 | 46 | | 47 | 48 | | 49 | 50 | 51 | | | | | | | |
| Positie: | 58 | 57 | 62 | 64 | 75 | 79 | uit | 75 | 93 | uit | 92 | 90 | 98 | uit | | | | | | |

### Mega Top 50
Hitnotering: week 26 2013 t/m week 13 2014. Hoogste notering:#3 (3 weken).

### Vlaamse Ultratop 50
| Hitnotering: 19-10-2013 t/m 15-02-2014 Hitnotering: 01-03-2014 t/m 22-03-2014 | Hitnotering: 19-10-2013 t/m 15-02-2014 Hitnotering: 01-03-2014 t/m 22-03-2014 | Hitnotering: 19-10-2013 t/m 15-02-2014 Hitnotering: 01-03-2014 t/m 22-03-2014 | Hitnotering: 19-10-2013 t/m 15-02-2014 Hitnotering: 01-03-2014 t/m 22-03-2014 | Hitnotering: 19-10-2013 t/m 15-02-2014 Hitnotering: 01-03-2014 t/m 22-03-2014 | Hitnotering: 19-10-2013 t/m 15-02-2014 Hitnotering: 01-03-2014 t/m 22-03-2014 | Hitnotering: 19-10-2013 t/m 15-02-2014 Hitnotering: 01-03-2014 t/m 22-03-2014 | Hitnotering: 19-10-2013 t/m 15-02-2014 Hitnotering: 01-03-2014 t/m 22-03-2014 | Hitnotering: 19-10-2013 t/m 15-02-2014 Hitnotering: 01-03-2014 t/m 22-03-2014 | Hitnotering: 19-10-2013 t/m 15-02-2014 Hitnotering: 01-03-2014 t/m 22-03-2014 | Hitnotering: 19-10-2013 t/m 15-02-2014 Hitnotering: 01-03-2014 t/m 22-03-2014 | Hitnotering: 19-10-2013 t/m 15-02-2014 Hitnotering: 01-03-2014 t/m 22-03-2014 | Hitnotering: 19-10-2013 t/m 15-02-2014 Hitnotering: 01-03-2014 t/m 22-03-2014 | Hitnotering: 19-10-2013 t/m 15-02-2014 Hitnotering: 01-03-2014 t/m 22-03-2014 | Hitnotering: 19-10-2013 t/m 15-02-2014 Hitnotering: 01-03-2014 t/m 22-03-2014 | Hitnotering: 19-10-2013 t/m 15-02-2014 Hitnotering: 01-03-2014 t/m 22-03-2014 | Hitnotering: 19-10-2013 t/m 15-02-2014 Hitnotering: 01-03-2014 t/m 22-03-2014 | Hitnotering: 19-10-2013 t/m 15-02-2014 Hitnotering: 01-03-2014 t/m 22-03-2014 | Hitnotering: 19-10-2013 t/m 15-02-2014 Hitnotering: 01-03-2014 t/m 22-03-2014 | Hitnotering: 19-10-2013 t/m 15-02-2014 Hitnotering: 01-03-2014 t/m 22-03-2014 | Hitnotering: 19-10-2013 t/m 15-02-2014 Hitnotering: 01-03-2014 t/m 22-03-2014 |
| Week:                                                                         | 1                                                                             | 2                                                                             | 3                                                                             | 4                                                                             | 5                                                                             | 6                                                                             | 7                                                                             | 8                                                                             | 9                                                                             | 10                                                                            | 11                                                                            | 12                                                                            | 13                                                                            | 14                                                                            | 15                                                                            | 16                                                                            | 17                                                                            | 18                                                                            |                                                                               | 19                                                                            |
| ----------------------------------------------------------------------------- | ----------------------------------------------------------------------------- | ----------------------------------------------------------------------------- | ----------------------------------------------------------------------------- | ----------------------------------------------------------------------------- | ----------------------------------------------------------------------------- | ----------------------------------------------------------------------------- | ----------------------------------------------------------------------------- | ----------------------------------------------------------------------------- | ----------------------------------------------------------------------------- | ----------------------------------------------------------------------------- | ----------------------------------------------------------------------------- | ----------------------------------------------------------------------------- | ----------------------------------------------------------------------------- | ----------------------------------------------------------------------------- | ----------------------------------------------------------------------------- | ----------------------------------------------------------------------------- | ----------------------------------------------------------------------------- | ----------------------------------------------------------------------------- | ----------------------------------------------------------------------------- | ----------------------------------------------------------------------------- |
| Positie:                                                                      | 41                                                                            | 18                                                                            | 9                                                                             | 1                                                                             | 1                                                                             | 1                                                                             | 1                                                                             | 1                                                                             | 6                                                                             | 10                                                                            | 14                                                                            | 14                                                                            | 16                                                                            | 17                                                                            | 22                                                                            | 26                                                                            | 16                                                                            | 41                                                                            | uit                                                                           | 49                                                                            |
| Week:                                                                         | 20                                                                            | 21                                                                            | 22                                                                            |                                                                               |                                                                               |                                                                               |                                                                               |                                                                               |                                                                               |                                                                               |                                                                               |                                                                               |                                                                               |                                                                               |                                                                               |                                                                               |                                                                               |                                                                               |                                                                               |                                                                               |
| Positie:                                                                      | 46                                                                            | 23                                                                            | 31                                                                            | uit                                                                           |                                                                               |                                                                               |                                                                               |                                                                               |                                                                               |                                                                               |                                                                               |                                                                               |                                                                               |                                                                               |                                                                               |                                                                               |                                                                               |                                                                               |                                                                               |                                                                               |

### Vlaamse Radio 2 Top 30
| Hitnotering: 02-11-2013 t/m 01-03-2014 | Hitnotering: 02-11-2013 t/m 01-03-2014 | Hitnotering: 02-11-2013 t/m 01-03-2014 | Hitnotering: 02-11-2013 t/m 01-03-2014 | Hitnotering: 02-11-2013 t/m 01-03-2014 | Hitnotering: 02-11-2013 t/m 01-03-2014 | Hitnotering: 02-11-2013 t/m 01-03-2014 | Hitnotering: 02-11-2013 t/m 01-03-2014 | Hitnotering: 02-11-2013 t/m 01-03-2014 | Hitnotering: 02-11-2013 t/m 01-03-2014 | Hitnotering: 02-11-2013 t/m 01-03-2014 | Hitnotering: 02-11-2013 t/m 01-03-2014 | Hitnotering: 02-11-2013 t/m 01-03-2014 | Hitnotering: 02-11-2013 t/m 01-03-2014 | Hitnotering: 02-11-2013 t/m 01-03-2014 | Hitnotering: 02-11-2013 t/m 01-03-2014 | Hitnotering: 02-11-2013 t/m 01-03-2014 | Hitnotering: 02-11-2013 t/m 01-03-2014 | Hitnotering: 02-11-2013 t/m 01-03-2014 | Hitnotering: 02-11-2013 t/m 01-03-2014 |
| Week:                                  | 1                                      | 2                                      | 3                                      | 4                                      | 5                                      | 6                                      | 7                                      | 8                                      | 9                                      | 10                                     | 11                                     | 12                                     | 13                                     | 14                                     | 15                                     | 16                                     | 17                                     | 18                                     |                                        |
| -------------------------------------- | -------------------------------------- | -------------------------------------- | -------------------------------------- | -------------------------------------- | -------------------------------------- | -------------------------------------- | -------------------------------------- | -------------------------------------- | -------------------------------------- | -------------------------------------- | -------------------------------------- | -------------------------------------- | -------------------------------------- | -------------------------------------- | -------------------------------------- | -------------------------------------- | -------------------------------------- | -------------------------------------- | -------------------------------------- |
| Positie:                               | 21                                     | 8                                      | 1                                      | 1                                      | 1                                      | 1                                      | 1                                      | 1                                      | 1                                      | 3                                      | 6                                      | 8                                      | 10                                     | 12                                     | 15                                     | 19                                     | 25                                     | 30                                     | uit                                    |

### NPO Radio 2 Top 2000
| Nummer met noteringen in de NPO Radio 2 Top 2000 | '13  | '14 | '15 | '16  | '17  | '18  | '19  | '20  | '21  | '22  | '23  | '24  |
| ------------------------------------------------ | ---- | --- | --- | ---- | ---- | ---- | ---- | ---- | ---- | ---- | ---- | ---- |
| Royals                                           | 1206 | 649 | 845 | 1415 | 1364 | 1405 | 1554 | 1745 | 1731 | 1828 | 1902 | 1975 |

1. ↑  Een vetgedrukt getal geeft de hoogste notering aan.
2. ↑  2013 was het eerste jaar met een notering voor dit nummer.